# Приозёрное (Алтынсаринский район)
Приозёрное (каз. Приозерное, до 1962 года — Ры́мский) — село в Алтынсаринском районе Костанайской области Казахстана, входит в состав Большечураковского сельского округа. Код КАТО — 393253100.

## География
Населённый пункт расположен вдоль болота Рымское, в 32 километрах (по автодороге) к югу от районного центра села Убаганское, в 83 километрах к юго-востоку от областного центра города Костаная и в 27,9 километрах к югу от административного центра сельского округа села Большая Чураковка. Соседние сёла: Новоалексеевка в 9 километрах к северо-востоку, Кубековка в 10 километрах к западу. Транспортное сообщение осуществляется проселочными дорогами. Высота центра села — 199 метров над уровнем моря.

## История
Согласно составленному в 1923 году Списку населённых пунктов КССР, посёлок Рымский входил в состав Ново-Алексеевской волости Кустанайского уезда Кустанайской губернии. В посёлке при 183 хозяйствах проживало 961 человек, а преобладающей национальностью являлись украинцы. В июле 1923 года посёлок вошёл в состав Больше-Чураковской волости:84. В сентябре 1925 года постановлением ЦИК Казахской АССР от 3 марта 1925 года Кустанайская губерния была упразднена, с последующим преобразованием всех уездов в один Кустанайский уезд:146—148. На основании ВЦИК от 14 сентября 1925 года Кустанайский уезд был преобразован в Кустанайский округ:146—148. 17 января 1928 года ликвидируется волостное деление, Больше-Чураковская, Затобольская и части Боровской и Павловской волостей образуют Затобольский район с административным центром в городе Кустанай:150—151. 
В декабре 1930 года на основании постановления ВЦИК от 23 июля 1930 года ликвидируется окружное деление. Затобольский район переименован в Кустанайский, укрупнён за счёт присоединения к нему частей Аман-Карагайского, Боровского, Затобольского, Мендыгаринского, Убаганского районов:194—195. С 20 февраля 1932 года — в составе новообразованной Актюбинской области. 29 декабря 1935 года из юго-восточной части Кустанайского района и южной части существовавшего Убаганского района образуется Убаганский район с административным центром в посёлке Больше-Чураковском:223—224. С июля 1936 года — в составе Костанайской области:234. 
В 1954 году посёлок стал усадьбой совхоза «Приозерный»:77. Решением Кустанайского облисполкома от 7 февраля 1958 года был утверждён состав Шуваловского сельсовета, куда были включены посёлки: Добрыновка, Захаровка, Кубеновка, Панновка, Рымский, Шуваловка. 6 декабря 1962 г. Шуваловский сельсовет был переименован в Приозерный, а поселок Рымский в — Приозерный; центр Шуваловского сельсовета был перенесен в центральную усадьбу совхоза Приозерный. На базе Затобольского, Кустанайского и Убаганского районов в 1963 году был создан Кустанайский сельский район с одновременной ликвидацией Убаганского района, в результате которого село было передано в состав Кустанайского района. В 1985 году район был восстановлен, а в 1991 году переименован в Алтынсаринский район.
Совместным постановление акимата Костанайской области от 18 декабря 2019 года № 5 и решением маслихата Костанайской области от 18 декабря 2019 года № 456 «Об изменениях в административно-территориальном устройстве Костанайской области» село Приозёрное вошло в состав Большечураковского сельского округа.

## Население
| Численность населения | Численность населения | Численность населения | Численность населения | Численность населения |
| 1923                  | 1989                  | 1999                  | 2009                  | 2021                  |
| --------------------- | --------------------- | --------------------- | --------------------- | --------------------- |
| 961                   | ↗1247                 | ↘1061                 | ↘434                  | ↘251                  |

национальный состав
Процентное соотношение численно-преобладающих национальностей села согласно переписи 1989 года:
| Национальность | Процентное соотношение |
| -------------- | ---------------------- |
| русские        | 57 %                   |
| украинцы       | 20 %                   |
| другие         | 23 %                   |

## Современное состояние
На 2016 год в селе — 10 улиц. В селе действует Приозёрная основная средняя школа, основанная в 1965 году. Местное самоуправление осуществляется аппаратом акима Большечураковского сельского округа. Действующий аким — Ғалым Берік Мерекеұлы.